# Pik Aborigen
Pik Aborigen (rusky Пик Абориге́н) je nejvyšší hora v jižní části pohoří Čerského, části Východosibiřské vysočiny v severovýchodním Rusku. Hora se nachází v horském řetězci Balogochan a její vrchol je od severního polárního kruhu vzdálen 500 kilometrů. Má nadmořskou výšku 2286 metrů.
Nejvyšší vrchol pohoří Čerského je Pobeda (3003 m n. m.).